# Живорад
Живорад је словенско мушко име. Кованица је речи „живот“ и „радост“. Женски облик је Живоратка. Према неким изворима, варијанта је имена Живко. Постоји варијанта на пољском и гласи Zivorad.

## Популарност
У Словенији је 31. децембра 2007. било 68 људи са овим именом, па је оно било на 711. месту по популарности. Име је често и у Хрватској, али је чешће међу Србима него Хрватима.